# 朱句
朱句（しゅこう）は、州句・翁ともいい、春秋戦国時代の越の君主。

## 略歴
越王不寿の子として生まれた。不寿10年（紀元前448年）、不寿が殺害されると、朱句は後を嗣いで越王として即位した。朱句34年（紀元前414年）、滕を滅ぼした。朱句35年（紀元前413年）、郯を滅ぼした。朱句37年（紀元前411年）、在位37年で死去した。